# Bisdom Sosnowiec

Bisdommen in Polen
8. Aartsbisdom Częstochowa
9. Bisdom Radom
10. Bisdom Sosnowiec

Het bisdom Sosnowiec (Latijn: Dioecesis Sosnoviensis, Pools: Diecezja Sosnowiecka) is een in Polen gelegen rooms-katholiek bisdom met zetel in de stad Sosnowiec. Het bisdom behoort tot de kerkprovincie Częstochowa, en is samen met het bisdom Radom suffragaan aan het aartsbisdom Częstochowa.

## Geschiedenis
- 25 maart 1992: Opgericht als bisdom Sosnowiec uit delen van het aartsbisdom Częstochowa, bisdom Kielce en aartsbisdom Krakau.

## Bisschoppen van Sosnowiec
- 1992–2008 Adam Śmigielski
- 2009-heden Grzegorz Kaszak

### Hulpbisschoppen in Sosnowiec
- 1992-1998 Tadeusz Pieronek
- 1992-heden Piotr Skucha

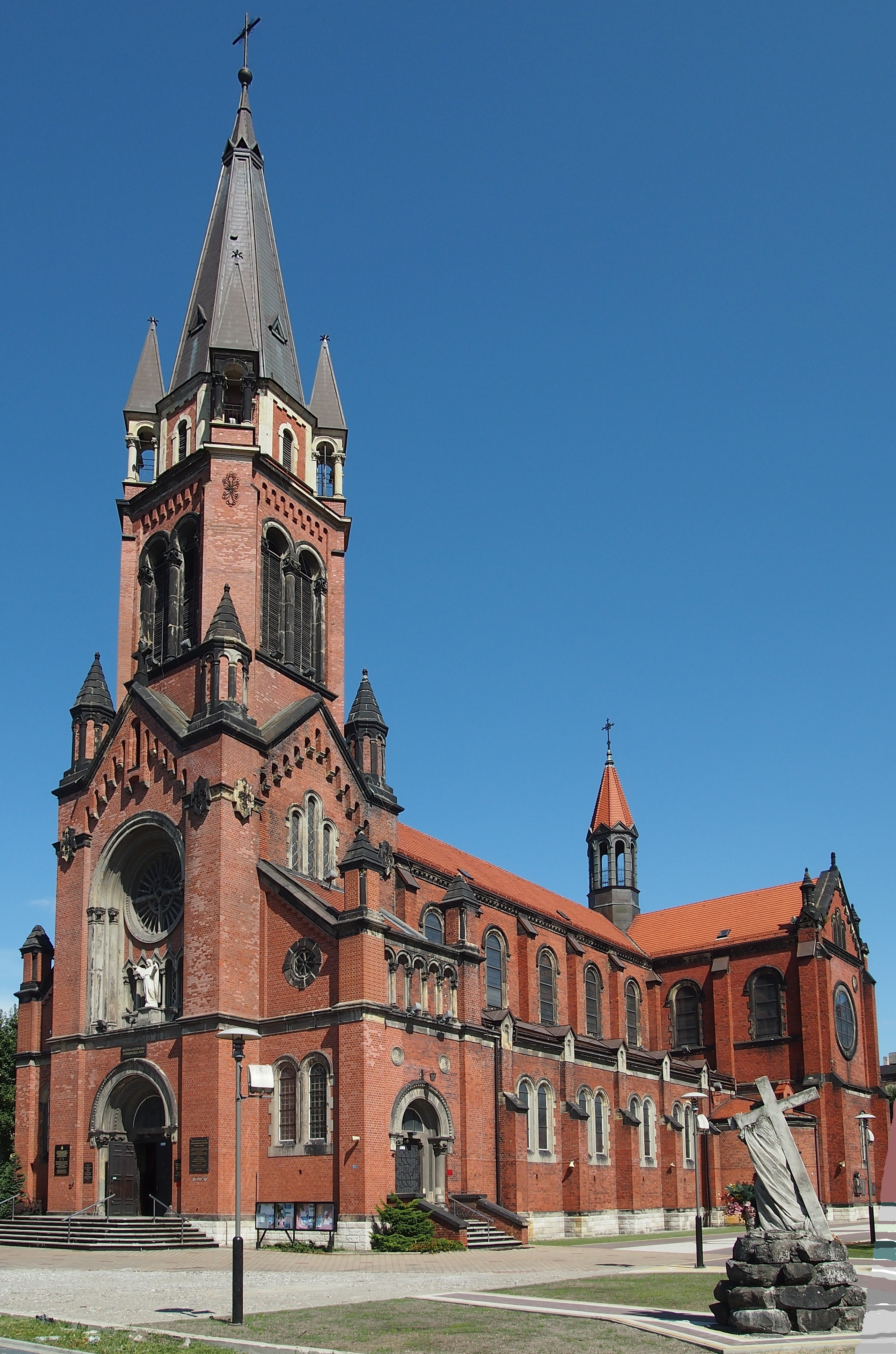
Kathedraal van Sosnowiecka
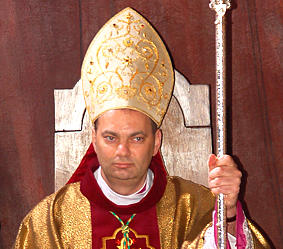
Bisschop Grzegorz Kaszak